# Нови Став
Нови Став (пољ. Nowy Staw) град је у Пољској у Војводству поморском. По подацима из 2012. године број становника у месту је био 4412.

## Становништво
| 2012. |
| ----- |
| 4.412 |